# 奧利什基夫齊
49°47′8″N 25°42′18″E / 49.78556°N 25.70500°E
奧利什基夫齊（烏克蘭語：Олишківці）是烏克蘭的村落，位於該國西部捷爾諾波爾州，由捷尔诺波尔区負責管轄，處於赫尼茲納河右岸，分別距離維特基夫齊0.5公里和扎魯佳1公里，始建於1648年，面積1.25平方公里，2001年人口540。